# روبرت إغرز
روبرت إغرز (بالإنجليزية: Robert Eggers)‏ هو كاتب سيناريو ومخرج أمريكي، ولد في يوليو 1983 في نيوهامبشير في الولايات المتحدة.

## وصلات خارجية
- الموقع الرسمي
- روبرت إغرز على موقع IMDb (الإنجليزية)
- روبرت إغرز على موقع روتن توميتوز (الإنجليزية)
- روبرت إغرز على موقع مونزينجر (الألمانية)
- روبرت إغرز على موقع ألو سيني (الفرنسية)
- روبرت إغرز على موقع أول موفي (الإنجليزية)
- روبرت إغرز على موقع قاعدة بيانات الفيلم (الإنجليزية)
- روبرت إغرز على موقع كينوبويسك (الروسية)